# Dori (Burkina Faso)
Dori è un dipartimento del Burkina Faso classificato come città, capoluogo della provincia di Séno e della regione di Liptako.
Il dipartimento si compone del capoluogo e di altri 78 villaggi: Baaga, Bafelé, Balandagou, Bambofa, Bargare, Beguentigui, Bellare-Djamalel, Bellare-Maga, Beybaye, Binguel, Billy, Boudounguel, Bouloye, Bouloye-Thiouly, Boundou-Woundoudou, Boureye, Boureye-Longondjou, Dangade, Dani, Dantchadi, Debere-Talata, Demni, Djigo, Fetombaga, Fetombale, Foulgou, Gassel-Biankou, Gotogou, Goudoubo, Guidé, Hogga, Hoggo-Samboel, Kabeika, Kampiti, Katchari, Katchirga, Kiryollo-Ouro-Arsaba, Kodiolaye, Koria, Kouri, Lerbou, Lere-Ibaye, Malbo, Mallere, Mamassiol, M'bamga, Nakou, N'diolloa, Nelba, Nobiol, Oulo, Ourfou, Ouro-Baagabe, Ouro-Longa, Ouro-Torobe, Padala, Pempendiangou, Peoukoye, Petakolle, Sambonaye, Selbo, Soumkoum, Sourtatibe-Touka, Taaka, Thioumbonga, Tigou, Tobidioga, Tohounguel, Touka-Bayel, Touka-Diomga, Touka-Korno, Touka-Ouro-Nala, Touka-Welde, Touka-Wendou, Welde-Katchirga, Yacouta, Yebelba e Yirga.